# Vulgaritet
 Der er for få eller ingen kildehenvisninger i denne artikel, hvilket er et problem. Du kan hjælpe ved at angive troværdige kilder til de påstande, som fremføres i artiklen.

Vulgaritet eller det at opføre sig vulgært refererer til noget, der mangler finesse, dannelse eller smag. Ordet vulgaritet stammer fra det latinske "vulgaris", som betyder almindelig eller folkelig.
Vulgær bruges ofte i forbindelse med sprog, der indeholder bandeord eller stødende udtryk. Det er vigtigt at bemærke, at opfattelsen af, hvad der er vulgært, kan variere betydeligt afhængigt af kultur, kontekst og individets værdier.
Vulgært refererer generelt til noget, der er groft, usømmeligt eller på en måde, der anses for at være ubehageligt eller stødende. I moderne sprogbrug kan det bruges til at beskrive sprog, adfærd eller kunst, der er provokerende eller tabu, ofte med henblik på at chokere eller underholde.